# Víctor Benítez
Pour les articles homonymes, voir Benitez.
Víctor Benítez Morales, né le 30 octobre 1935 à Lima et mort à Milan le 11 juillet 2022, est un footballeur péruvien qui jouait au poste de défenseur.

## Biographie

### Carrière en club
Surnommé El Conejo (« le lapin »), Víctor Benítez commence sa carrière à l'Alianza Lima en 1954. Il y remporte deux championnats consécutifs (1954-1955) avant d'être transféré à Boca Juniors en 1960 (champion d'Argentine en 1962).
Sa carrière se poursuit en Italie. Il fait notamment partie de l'équipe du Milan AC, vainqueur de la Coupe des clubs champions européens en 1963 et devient le premier Péruvien à remporter cette compétition. Cinquante ans plus tard, son compatriote Claudio Pizarro deviendra le deuxième Péruvien à être sacré (avec le Bayern Munich en 2013). Il aura également l'occasion de jouer pour l'AS Rome, l'Inter Milan, l'ACR Messine et le Venise FC.
Rentré au Pérou, il termine sa carrière au Sporting Cristal en remportant le championnat en 1972.

### Carrière en équipe nationale
International péruvien de 1957 à 1959, Víctor Benítez compte 11 sélections (aucun but marqué). Il participe aux championnats sud-américains de 1957, à Lima, et 1959, à Buenos Aires.

## Palmarès(joueur)

### En Amérique du Sud
| Alianza Lima - Championnat du Pérou (2) : - Champion : 1954 et 1955. |  | Boca Juniors - Championnat d'Argentine (1) : - Champion : 1962. |  | Sporting Cristal - Championnat du Pérou (1) : - Champion : 1972. |

### En Europe(Italie)
| Milan AC - Coupe des clubs champions européens (1) : - Vainqueur : 1963. |  | AS Rome - Coupe d'Italie (1) : - Vainqueur : 1969. |